# ダイキョーニシカワ
ダイキョーニシカワ株式会社は、広島県東広島市に本社を置く、自動車部品の製造及び設計・開発を行っているメーカー。
自動車部品や住宅機器の内外各所の樹脂部品を手がけている。自動車部品では、内装部品、外装部品、エンジン部品と樹脂メーカーとしては珍しく幅広い製品を生産している。これまで樹脂部品の分野でマツダ系最大手メーカーであったが、2010年代後半にはトヨタ自動車や本田技研からの部品受注も増え始めた。
エンジン部品で使用される樹脂製オイルストレーナー（知的財産権を多数保有）については、狭くなるエンジンルームに対して形状の自由度と軽量化で対応出来るため、日本の自動車メーカー各社（マツダ、トヨタ、ダイハツ、スズキ等々）で採用されている。樹脂オイルストレーナーの世界シェアは、1％（世界中で生産される車の100台に1台は使用）となっており、高度な技術が必要な樹脂製エンジン部品においてはパイオニアと思われる。

## 沿革

### 前史
- 1953年 - 大協株式会社設立
- 1961年 - 西川化成株式会社設立
- 1973年 - 大協株式会社により、三原市にてゴルフ場「株式会社白竜湖カントリークラブ」設立。
- 2000年 - 「ジー・ピー・ダイキョー株式会社」設立。大協株式会社が新資本で再スタートする。
- 2004年 - 西川化成とジー・ピー・ダイキョーとの共同出資で、将来の経営統合のためのプラットフォーム会社として〔旧〕「ダイキョーニシカワ株式会社」設立。

### 合併後
- 2007年
  - 4月 - 西川化成株式会社（吸収合併存続会社)と、ジー・ピー・ダイキョー株式会社（吸収合併消滅会社）及び〔旧〕ダイキョーニシカワ株式会社（吸収合併消滅会社）の3社が合併。合併と同時にダイキョーニシカワ株式会社に商号変更し、広島県安芸郡坂町に本社移転。広島市安芸区に研究開発部門のR&Dセンターを新設。
  - 6月 - 三重県松阪市に三重工場を新設し、オイルストレーナーの量産を開始。
  - 7月 - タイの日系自動車メーカー向け樹脂部品供給のため、DaikyoNishikawa（Thailand）Co., Ltd.（現・連結子会社）を設立。
  - 10月 - ゴルフ場「白竜湖カントリークラブ」を「オリックス・ゴルフ・インベストメンツ」に売却。
- 2010年11月 - 中国の日系自動車メーカー向け樹脂部品供給のため、大協西川汽車部件（常熟）有限公司（現・連結子会社）を設立。
- 2011年10月 - 中国の長春万隆大協西川汽車部件有限公司（現・持分法適用関連会社）に資本参加。ダイハツ車向け樹脂部品供給のため、ダイハツ工業株式会社と共同でAFT（エイエフティー株式会社）（現・連結子会社）を設立。
- 2012年
  - 1月 - 持分法適用関連会社であった南京開陽汽車塑料零部件有限公司を子会社化。同時に、大協西川開陽汽車部件（南京）有限公司（現・連結子会社）に商号変更。
  - 2月 - メキシコの日系自動車メーカー向け樹脂部品供給のため、DaikyoNishikawa Mexicana, S.A. de C.V.（現・連結子会社）を設立。
  - 3月 - 設計・開発が主な事業であった帝恩軟件科技（上海）有限公司を、自動車部品等の販売等の事業範囲拡大のため、帝恩汽車部件（上海）有限公司（現・連結子会社）に商号変更。
- 2013年
  - 2月 - インドネシアの日系自動車メーカー向け樹脂部品供給のため、天馬株式会社と共同でPT.DaikyoNishikawa Tenma Indonesia（現・連結子会社）を設立。
  - 10月 - 生保・損害保険代理業務及び国内工場の環境整備等を目的に、DNCサービス株式会社（現・連結子会社）を設立。
- 2014年3月 - 東京証券取引所市場第一部上場。
- 2015年7月 - インドネシアの生産子会社 PT.DaikyoNishikawa Tenma Indonesia 操業開始。
- 2016年5月 - 大分工場で樹脂外板部品の組立及び出荷を開始。
- 2017年1月 - 大協西川開陽汽車部件（南京）有限公司を、大協西川東陽汽車部件（南京）有限公司に商号変更 [3]。
- 2020年1月6日 - 本社を安芸郡坂町から広島県東広島市に移転。

## 国内事業所・工場
本社
広島県東広島市寺家産業団地5番1号　（2020年1月に移転）
営業所
- 東日本営業所 - 栃木県宇都宮市元今泉

研究拠点
- テクニカル試験センター - 広島県安佐北区三入南

工場
広島県
- 本社工場 - 東広島市寺家産業団地5番1号
- 三入工場 - 広島市安佐北区三入
- 八本松工場 - 東広島市八本松町原（旧：ジー・ピー・ダイキョー本社）
- 可部工場 - 広島市安佐北区可部南（旧：西川化成本社）
- 大和工場 - 三原市大和町上草井

山口県
- 中関第1工場 - 防府市浜方
- 中関第2工場 - 防府市浜方
- 鶴浜工場 - 防府市浜方
- 西浦工場 - 防府市西浦（マツダ防府工場西浦地区内）

三重県
- 三重工場 - 松阪市広陽町

大分県
- 大分工場 - 中津市大字田尻崎

## 関連会社の事業所・工場
- 関東大協株式会社 - 栃木県芳賀郡芳賀台
- 三伸化工株式会社 - 広島県安佐北区筒瀬
- エイエフティー株式会社 - 滋賀県蒲生郡竜王町大字鏡
- デック株式会社 - 広島県東広島市吉川工業団地
- 海外拠点 - アメリカ、メキシコ、タイ、インドネシア、中国、台湾、韓国に事業所と工場がある。